# 塩化マンガン(II)
塩化マンガン(II) （えんかマンガン に）は、化学式 MnCl2 で表される無機化合物で、無水物、2水和物、4水和物が知られる。普通はうすい桃色の塩である4水和物として存在する。色が薄いのはハイスピン型の d 5 電子配置による。天然にはまれにスカッチャイト（スカツキ石）として産出し、ベスビオ火山などでみられる。

## 製造
金属マンガンや炭酸マンガン(II) と塩化水素、塩酸の反応により無水物か水和物が得られる。
{\displaystyle {\ce {Mn\ + 2 HCl -> MnCl2\ + H2}}}
{\displaystyle {\ce {MnCO3\ + 2 HCl -> MnCl2\ + H2O\ + CO2}}}
酸化マンガン(IV) と濃塩酸を混合して加熱することによっても生成する。この反応はかつて塩素の製造法として使われたこともあった。4価のマンガン塩が塩酸によって2価に還元され、同時に塩化物イオンはマンガンによって塩素に酸化される反応である。
{\displaystyle {\ce {MnO2\ + 4 HCl -> MnCl2\ + 2 H2O\ + Cl2}}}

## 化学的性質
水溶液は pH 4 程度の弱酸性を示す。塩化マンガン(II) は種々のマンガン化合物を合成するのに用いることができる。例えば、炭酸カリウムとの反応では炭酸マンガン(II) が沈殿として生成する。
{\displaystyle {\ce {MnCl2(aq)\ + K2CO3(aq) -> MnCO3(s)\ + 2 KCl}}}
上の式で MnCl2 (aq) は水溶液中の塩化マンガン(II) を表すが、実際にはマンガンイオンは水和されて [Mn(H2O)6]2+ となっている。
塩化マンガン(II) は弱いルイス酸であり、塩化物イオンと反応して [MnCl3]−、[MnCl4]2−、[MnCl6]4− といった錯イオンを形成する。
典型的な有機化合物配位子と反応させると空気酸化されて3価のマンガン錯体となる。EDTA錯体 [Mn(EDTA)]−、シアン化物錯体 [Mn(CN)6]3−、アセチルアセトナト錯体 [Mn(acac)3] などが知られる。トリフェニルホスフィンとの反応では、不安定な1:2付加物が生成する。
{\displaystyle {\ce {MnCl2\ + 2 Ph3P ->\ [MnCl2(PPh3)2]}}}
無水物は禁水条件が必要な反応に用いられる。例えば、無水の塩化マンガン(II) とナトリウムシクロペンタジエニドからマンガノセンが合成される。
{\displaystyle {\ce {MnCl2\ + 2 NaC5H5 -> Mn(C5H5)2\ + 2 NaCl}}}

## 磁性
塩化マンガン(II) は常磁性を持つので、核磁気共鳴画像法 (MRI) で造影剤として用いられる。特に水溶液を内服して消化管陰性造影により胆道膵管の描出を行うMRCPに利用される。

## 毒性
長期にわたって塩化マンガン(II) の粉末や蒸気に曝されるとマンガン中毒（マンガニズム）を起こすことがある。